# ATP Buenos Aires 2002
ATP Buenos Aires 2002 — тенісний турнір, що проходив на ґрунтових кортах у місті Буенос-Айрес, Аргентина з 18 лютого . Належав до категорії ATP International Series, був турніром серії Argentina Open 2002 року.

## Фінальна частина

### Одиночний розряд
Ніколас Массу —  Агустін Кальєрі 2–6, 7–6(7–5), 6–2

### Парний розряд
Гастон Етліс /  Мартін Родрігес —  Сімон Аспелін /  Марк Кратцманн 3–6, 6–3, [10–4]